# 超深海帯
超深海帯（英語: hadal zone、もしくはhadopelagic zone）とは、海洋において最も深い領域を表す漂泳区分帯の1つである。一般に、水深6,000-11,000mの領域と定義される。その多くは海溝の内部に位置しており、長くて狭いV字型地形の窪み形状をしている。地球上には全部で46の超深海帯領域が存在するが、すべて合わせても全海底面積に占める累積面積は0.25％未満に過ぎない。ほとんどの超深海帯は、太平洋に位置している。

## 用語と定義
歴史的には、超深海帯と深海帯とは異なるものとは認識されておらず、海洋の最深部が「超深海帯」と呼ばれることがある程度であった。1950年代初頭に、デンマークのガラテア号 Galathea II やソビエト連邦の Vitjaz の航海にて、6,000–7,000 mの深さで明らかに水環境が異なることが発見されたが、このときはまだ深海帯と超深海帯とが明確に別のものだとは認識されていなかった。1956年にアントン・フレデリク・ブルーンにより、4,000–6,000 mを示す深海帯という単語に対応する用語として、6,000 mを超える海の領域を表す「hadal zone」（ハダルゾーン）という用語が最初に提案され、これを日本語では「超深海帯」と呼ぶ。元の名称は、ギリシャ神話の冥界の神ハーデース（ハデスとも）に因んだもので、「ハーデースの領域」といった意味である。
6,000 mを超える深さは一般的に海溝に存在する。6,000 mよりも浅い海溝状の地形としてトラフがあるが、そのような深度では深海帯-超深海帯で見られるような明確な生物相の変化が見られない。6,000–7,000 m付近で深海帯と超深海帯の間の段階的な移行が観察されるため、6000mではなく6,500 m を基準とする説もある。この中間の基準はユネスコで採用されている。他の深度範囲と同様に、超深海帯の動物相は大きく2つのグループに分類できる。それは、海溝の海底/側面の堆積物中に生息する底生生物種と、超深海帯の海水中に生息する遠洋性の遊泳種である。

## 生態

超深海帯は、海洋環境の最も深い部分に相当する。

最も深い海溝は、未だ十分に探索されておらず、極限的な海洋生態系と見なされている。超深海帯は太陽光が完全に届かず、また低温、貧栄養、非常に高い静水圧、などの特徴をもつ環境である。炭素や栄養素などの主な供給源は、海洋表層からの沈降や、細かい堆積物の漂流、および海溝斜面からの地滑りである。ほとんどの生物はスカベンジャー（腐食生物）である。400種以上が超深海生態系から知られており、その多くは極限環境条件への生理学的適応を持っている。高いレベルの地域固有性を持っており、例えば巨大な端脚類、アミ、等脚類、非常に小さな線虫、カイアシ類、動吻動物などが見られる。

超深海帯に生息する巨大な端脚類ダイダラボッチ（右下の白いスケールバーは2cmを示す）。本種の最大個体は34cmにも達する。

海洋では、深さとともに個体数とバイオマスの両方が減少する。しかしながら、超深海帯の海底であっても広い範囲において、魚、ナマコ、多毛類、二枚貝、等脚類、イソギンチャク、端脚、カイアシ類、十脚類、腹足類といった、主に後生動物からなる底生生物が見られる。これらの群集の多くはおそらく、元々深海平原に由来していたものが、低代謝、細胞内タンパク質による浸透圧調節物質の生産、および細胞膜リン脂質中の不飽和脂肪酸などの性質を変化させ、高圧低温環境に適応するように進化をして移動してきたものと考えられる。これらのコミュニティでは、水圧と代謝率の間には、特に一貫した関係性が見られない。このことは、例えば海洋表層（1気圧）から水深90 m（10気圧程度の水圧がかかる）程度の移動であっても圧力が急激（10倍）に増加するのに対し、超深海では6,000から11,000 mもの距離を移動をしても圧力は2倍程度しか変化しないことからも説明できる。しかしながら圧力の上昇は、代わりに生物の個体発生や幼虫の段階を制約する可能性はある。
Grenadiersと呼ばれるソコダラ科の魚や遊泳類のエビなどの元来ステノバスティック（stenobathic、狭深性）である動物相が、地質学的な時間スケールをかけてユーリバスティック（eurybathic、広深性）に進化するにつれて、海溝にアクセスできるようになると考えられる。海溝内の生物コミュニティは、より高い分類学的レベルで、海溝内固有性と海溝間類似性で対照的な傾向を示している。
超深海帯で知られている魚種の数は非常に限られており、例えば特定のソコダラ科やホラアナゴ科、カクレウオ科、ソコボウズ 、クサウオ科、ゲンゲ科などが挙げられる。浸透圧調節物質として生体内で利用されるトリメチルアミンN-オキシドの必要量が水深と線形関係に近似できると仮定した場合、真骨魚類が生存できる理論上の最大深度は約8,000–8,500 mであると見積もられる。無脊椎動物については、より深い深度からも発見されており、例えば有孔虫（Astrorhizana）、ウロコムシ科（Polynoidae）、キクモンナマコ科（Myriotrochidae）、クダマキガイ科（Turridae）、Pardaliscidae 科の端脚類などが、10,000 m超える水深から見つかっている。

## 環境条件
超深海帯における一次生産者は限られており、例えば岩石と海水の反応（蛇紋岩化）によって放出される水素とメタンを代謝したり、または冷水湧出帯から放出される硫化水素を代謝する特定のバクテリアが知られている。これらの細菌のいくつかは大型生物に共生しており、例えばハナシガイ科 Thyasiridae やオトヒメハマグリ科 Vesicomyidae といった二枚貝の外套膜などに共生している。それ以外の場合、超深海食物網の最初の段階に位置する生物は、マリンスノー（表層から沈降する微粒子と生物死骸の両方に由来する）を餌とする従属栄養生物である。
超深海帯の最深部は、6,000 mよりもはるかに深く、地球最深の場所では10,911 mにまで至る。このような深さでは、1,100標準気圧 (110 MPa; 16,000 psi)もの水圧がかかっている。光が存在しないことも相まって、このような海域を探索することは、今日でも困難である。

## 探査
超深海帯の探査には、数百から数千気圧以上の水圧に耐えることができる機器を使用することが必要である。過去には、様々な無計画で非標準的なツールを使用して、いくつかの超深海帯に生息する生物に関する情報が収集されてきた。今日では、有人・無人の潜水艇を使用することで、より詳細に調査することができる。無人ロボット潜水艇には、遠隔操作（ケーブルで調査船に接続されている）と自律制御のものがある。潜水艇のカメラとマニピュレーターにより、研究者は堆積物や生物のサンプルを観察して採取することができる。超深海帯の深さでは常に巨大な水圧がかかるため、潜水艇の故障が頻繁に発生する。ネーレウス（HROV Nereus）は2014年にケルマデック海溝を探索中に、9,990メートルの深さで圧壊したと考えられている。

## 過去のミッション

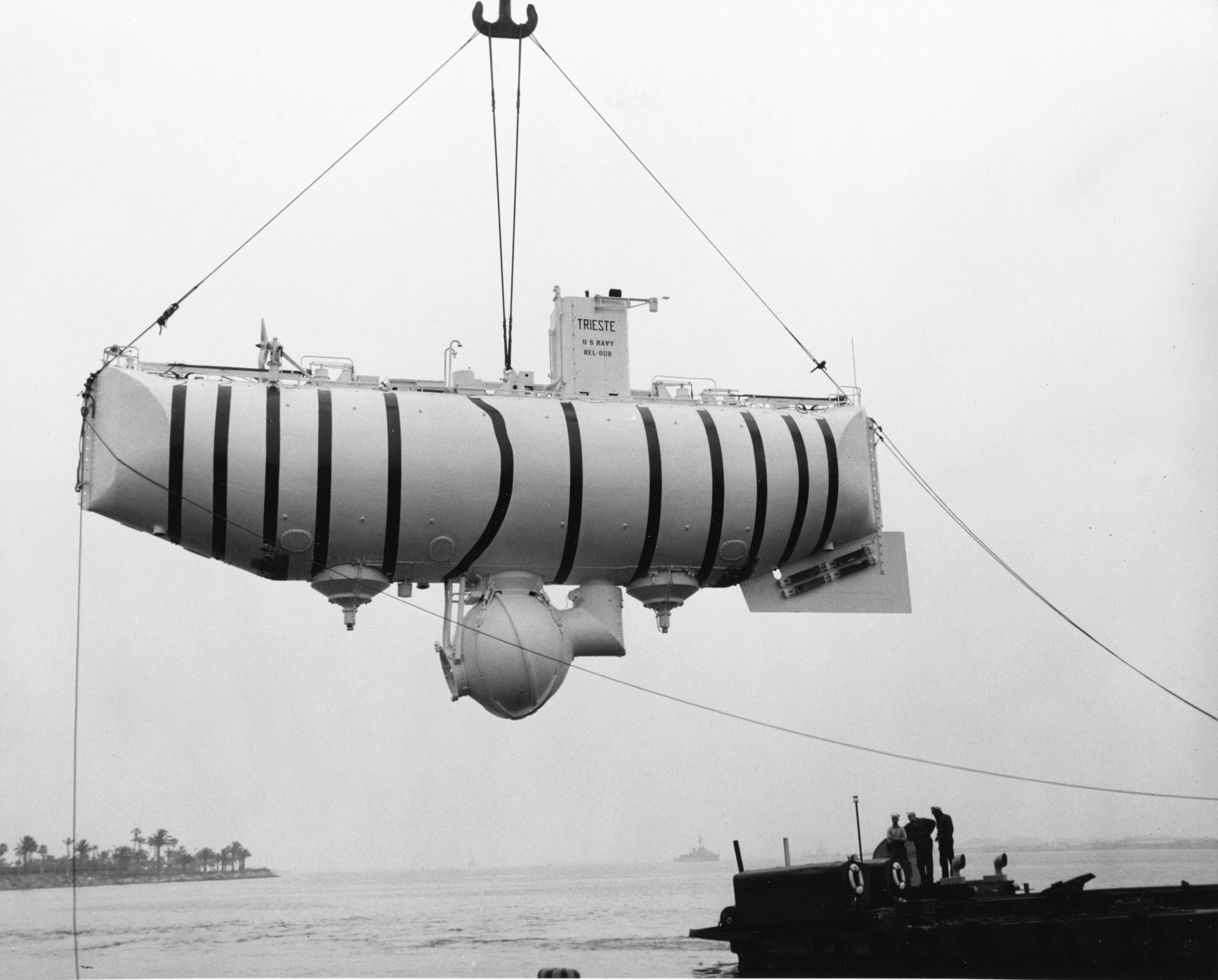
チャレンジャー海溝の底に到達するためにピカールとウォルシュが使用したバティスカフェトリエステ号

今日知られている地球の最深の地点はマリアナ海溝にあるチャレンジャーディープであり、1960年にジャック・ピカールとドン・ウォルシュによって最初に有人探査により到達された。この時、トリエステ号は10,911メートルの最大深度に達した。
ジェームズ・キャメロンはディープシーチャレンジャー号を使用して、2012年3月にマリアナ海溝の底に到達した。ディープシーチャレンジャーの降下は10,908メートルの深さに達したが、これは先のPiccardとWalshによって設定された最も深いダイビング記録よりわずかに浅い記録であった。この潜航により、キャメロンは最も深いソロダイビングの記録を保持することになった。
2012年6月、中国の有人潜水艇蛟竜が、マリアナ海溝の7,020 mの地点に到達した、これは、有人研究潜水艇としては最も深い記録である。この範囲は、最大深度が6,500 m である、それまで最も深く潜ることができた潜水艇である日本のしんかい6500を大きく超える数字である。
2022年現在、深海最深部まで降下できる無人潜水艇はほとんど存在しない。過去のものも含めると、超深海へと先行できる無人潜水艇には、かいこう（日本、2003年にビークルを喪失）、 ABISMO（日本、2017年に回収断念で放棄）、ネーレウス（アメリカ、2014年に圧壊）、Haidou-1（中国）などがある。